# ニューウエーブ大阪
NPO法人ニューウエーブ大阪（ニューウエーブおおさか）は、上方演芸資料館（ワッハ上方）運営業務の指定管理者であった特定非営利活動法人。在阪キー局OBで構成されている。

## 概要
2006年（平成18年）、大阪府のワッハ上方の指定管理者制度の導入に際し、公益性・公共性の体制を維持して上方演芸資料館を発展させるため、民放6社（MBS、ABC、KTV、YTV、TVO、OBC）の社長が協議して設立を決め、願い出て運営・管理の委託を受けたが、2011年度からは吉本興業が管理・運営を行っている。

## 役員
- 理事長 西村嘉郎（朝日放送 代表取締役社長）
- 副理事長 山本雅弘（毎日放送 代表取締役会長）
- 理事 片岡正志（関西テレビ放送 代表取締役社長）
- 理事 高田孝治（讀賣テレビ放送 代表取締役社長）
- 理事 上田克己（テレビ大阪 代表取締役社長）
- 理事 佐藤賢三（大阪放送 代表取締役社長）

## 参考資料
- 大阪府上方演芸資料館の管理運営業務基本協定書（大阪府HP）